# Rainie Yang

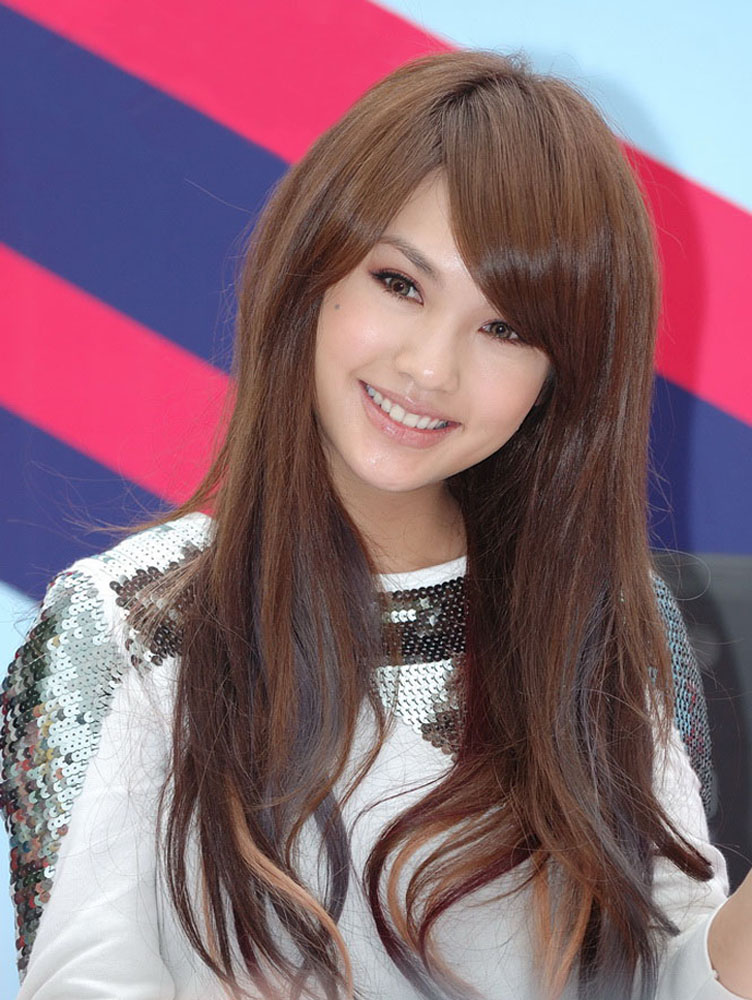
Rainie Yang

Rainie Yang (chinesisch 楊丞琳 / 杨丞琳, Pinyin Yáng Chénglín; * 4. Juni 1984 in Taipeh) ist eine taiwanische Sängerin, Schauspielerin und Talkshow-Gastgeberin.

## Karriere
Rainie wurde 1984 in Taipeh, Taiwan geboren und war eigentlich schon seit ihrer Kindheit ein Star. Sie begann in ihren frühen Jahren mit Gymnastik, Tanzen und dem Singen. Mit 14 Jahren, fing sie an in mehreren Werbefilmen und kleineren Filmen aus Hongkong mitzuspielen. Jedoch brachten ihr diese kleinen Rollen nicht den von ihr erhofften Erfolg. Ein Jahr später nahm sie an einem Casting der BMG teil, wo sie es schließlich in eine 4-köpfige Girlband schaffte. Nachdem sie es geschafft hatte, sagte sie, dass sie unausgesprochen viel Glück gehabt habe. Die Girlband trug den Namen 4 in Love, ihren Spitznamen Rainie erhielt sie in der Band, da ihre drei Kolleginnen die Namen Cloudie, Windie und Sunnie bekamen, also regnerisch, windig, sonnig und bewölkt.
Nach Abschluss des Castings kehrten die vier Musikerinnen zurück nach Taiwan, wo sie für 1 Jahr in einer WG lebten. Daneben begann Rainie, in mehreren Filmen und Dramen mitzuspielen, und bekam schließlich eine Rolle im Hit-Drama Meteor Garden. Ihre Rolle als Xiao You war zwar klein, dennoch reichte es, um ihrer Karriere den entscheidenden Anschub zu geben, und bald spielte sie in vielen Dramen und Filmen mit und wurde zur jungen führenden Dame.
Nach drei Jahren in der Girlband, trennten sich 4 in Love im Jahre 2002. Cloudie, Windie und Sunnie entschieden sich für eine Solo-Karriere und schlugen verschiedene Richtungen ein. Rainie entschied sich für die Aufnahme einer eigenen Talkshow in Taiwan. Im Jahre 2005 ergriff sie als nun etablierte Talkshow-Moderatorin und Solo-Künstlerin sowie Schauspielerin die Initiative und veröffentlichte ihr erstes Solo-Album My Intuition. 2006 folgte dann ihr zweites Album Meeting Love. Mit ihrem zweiten Album verschaffte sie sich den Status eines der erfolgreichsten Jungstars in China.
2013 war sie für ein Photoshooting für das Album Angel Wings in Berlin.

## Kritik
2003 verwechselte Rainie Yang die Dauer des achtjährigen Zweiten chinesisch-japanischen Kriegs. Sie sagte während einer Fernsehsendung, dass dieser Krieg elf Jahre gedauert hätte. Ihre Bemerkung über den Irrtum: „Nur acht Jahre?“, erzeugte Empörung in der Volksrepublik China und führte beinahe dazu, „Devil Beside You“ dort nicht auszustrahlen. Nach einiger Zeit ersetzten sie diese Sendung mit „Green Forest, My Home“.

## Privatleben
Am 11. Juli 2019 verkündete sie ihre Verlobung mit dem chinesischen Sänger Li Ronghao, mit dem sie seit 4 Jahren zusammen ist.

## Diskografie

### Studioalben
| #  | Titel                  | Musiklabel | Erstveröffentlichungen |
| -- | ---------------------- | ---------- | ---------------------- |
| 1  | My Intuition           | Sony       | 9. September 2005      |
| 2  | Meeting Love           | Sony       | 19. März 2006          |
| 3  | My Other Self          | Sony       | 7. September 2007      |
| 4  | Not Yet a Woman        | Sony       | 14. November 2008      |
| 5  | Rainie & Love....?     | Sony       | 1. Januar 2010         |
| 6  | Longing For            | Sony       | 29. Juli 2011          |
| 7  | Wishing for Happiness  | Sony       | 17. August 2012        |
| 8  | Angel Wings            | Sony       | 23. August 2013        |
| 9  | A Tale of Two Rainie   | EMI        | 12. Dezember 2014      |
| 10 | Traces of Time in Love | EMI        | 30. September 2016     |
| 11 | Delete Reset Grow      | EMI        | 27. November 2019      |

## Film und Fernsehen

### Fernsehen
- 2001: Meteor Garden (流星花園)
- 2001: Meteor Rain (流星雨)
- 2002: Tomorrow (愛情白皮書)
- 2002: Hua Xiang Lavender 2 (「花香番外篇」 許紹洋E偶像劇)
- 2002: Sunshine Jelly (陽光果凍)
- 2003: The Pink Godfather (粉紅教父小甜甜)
- 2003: The Original Scent of Summer (原味的夏天)
- 2004: Love Bird (候鳥e人)
- 2004: Legend of Speed (極速傳說)
- 2004: City Of The Sky (天空之城)
- 2004: Liao Zhai Zhi Yi (聊齋)
- 2005: Devil Beside You (惡魔在身邊)
- 2007: Why Why Love/Exchange Love (換換愛)
- 2007: One Night Only, special Asian edition
- 2008: Miss No Good (不良笑花)
- 2009: Superstar Express (愛就宅一起)
- 2009: Hi My Sweetheart (海派甜心)
- 2011: Love You (醉後決定愛上你)
- 2011: Sunshine Angel (陽光天使 (阳光天使))
- 2014: Love at Second Sight (一見不鍾情)
- 2016: Rock Records in Love (滾石愛情故事-愛情)
- 2017: Life Plan A and B (植劇場－荼靡)

### Film
- 2001: Merry Go Round (初戀喳麵)
- 2007: Spider Lilies (刺青)
- 2010: The Child’s Eye (童眼)
- 2012: HeartBeat Love (再一次心跳)
- 2012: Wishing for Happiness (想幸福的人)
- 2014: Endless Nights in Aurora (極光之愛)
- 2017: The Tag-Along 2 (紅衣小女孩2)

### TV shows
- Wo Cai Wo Cai Wo Cai Cai Cai (CTV) - 2002 [2002.09.30] - 2007[2007.01.08]
- ASOS Unterhaltung von 100 % - 2005
- Azio Unterhaltungsnachrichten - 2002 - Mai 2004
- TVBS Quizsendung - 2003 Jacky Live! - 2003

## Konzerte
- Rainie-Show-Konzert live in Sydney - am 28. März 2007 (australisches Debüt-Konzert mit Show Luo)
- Ai Mei Nullentfernungskonzert«曖昧零距离慶功演唱會»- November 2005 (Debüt-Konzert mit Alan Ke Sie Lun(柯有伦))
- Yu Shang Ai (Liebe Treffend)«遇上愛慶功演唱會», Konzert - am 22. Apr 2006 (Debüt-Solokonzert mit dem speziellen Gast Ken Chu (朱孝天) und Evan Yo(蔡旻佑))
- Außenkonzert Unter den Sternen - am 26. Aug 2006 (amerikanisches Debüt-Konzert mit den Speziellen Gästen-Show Luo und Chuan Huing Chou)
- Love Voyage Tour 2012–2014
- Youth Lies Within Tour 2017–2019